# Boxholm
Boxholm é uma cidade localizada no estado americano de Iowa, no Condado de Boone.

## Demografia
Segundo o censo americano de 2000, a sua população era de 215 habitantes.
Em 2006, foi estimada uma população de 206, um decréscimo de 9 (-4.2%).

## Geografia
De acordo com o United States Census Bureau tem uma área de
2,6 km², dos quais 2,6 km² cobertos por terra e 0,0 km² cobertos por água. Boxholm localiza-se a aproximadamente 349 m acima do nível do mar.[carece de fontes?]

## Localidades na vizinhança
O diagrama seguinte representa as localidades num raio de 16 km ao redor de Boxholm.